# 蔡運升
蔡 運升（さい うんしょう）は、中華民国、満州国の政治家。奉天派に属し、後に満州国の要人となった。字は品三、品山。

## 事績

### 奉天派としての活動
保定法政学堂を卒業し、後に奉天省内で知県となった。さらに黒竜江省へ移り、1916年（民国5年）5月、同省政務庁庁長に任ぜられた。翌年11月に辞職し、1918年（民国7年）、吉林省実業庁庁長兼吉林官銀号総弁、中東鉄道坐弁となっている。1920年（民国9年）6月、署理吉長道尹となった。1927年（民国16年）5月、浜江道尹兼外交部特別長春交渉員に任命された。その後も、東北辺防軍司令長官公署参議、東北政務委員会委員を歴任している。
1929年（民国18年）、ソ連と張学良との間で中東鉄道をめぐる紛争が発生し、張が不利となる。そのため、蔡運升が張の命により和平交渉の代表になった。同年11月から12月初にかけて、蔡は双城でソ連代表と交渉している。その後、蔡はハバロフスクに赴き、12月22日に正式に停戦協定を成立させた。この後、蔡運升は東北辺防軍司令長官公署参議に任ぜられている。

### 満州国での活動と晩年
1933年（大同2年）5月、蔡運升は中東鉄道監事長として起用され、満州国に参加することになる。1934年（康徳元年）12月1日、蔡運升は、満州国の間島省省長に任命された。翌年3月、国務総理大臣鄭孝胥が辞任した際に、鄭から後任に推薦される。しかし結局、関東軍の推薦する張景恵が国務総理大臣となっている。1936年（康徳3年）6月、蔡は満州中央銀行副総裁に任ぜられる。1938年（康徳5年）4月8日、神吉正一（総務庁次長との兼務）の後任として外務局長官に起用された。1940年（康徳7年）5月16日、経済部大臣となる。1942年（康徳9年）9月28日、参議府参議に移った。
満州国滅亡後、多くの満州国要人はソ連軍により逮捕された。しかし蔡運升は、ソ連側からの連絡を受け、新京を離れて北平へと無事に移っている。1948年（民国37年）からは、長年の友人である馬占山、王之相とともに、北平を守る華北剿匪総司令傅作義に中国共産党への帰順を促す工作に奔走した。この工作も影響する形で、翌年1月、傅は北平を無血開城している。中華人民共和国建国後も、蔡運升は満州国要人としての罪を問われることはなく、中央文史館や北京文史館で勤務している。このときに、自己を回顧する史料を書きまとめた。1959年12月、北京にて病没。享年81。

## 注
1. ↑  現在は黒竜江省の所管
2. ↑  徐主編（2007）、2227頁。
3. 1 2 3  哈爾濱地情網。
4. ↑  「蔡運升氏起用」『東京朝日新聞』昭和8年（1933年）5月9日。
5. ↑  郭主編（1990）、1843頁。
6. ↑  山室『キメラ－満洲国の肖像 増訂版』、241頁。なお、このときに溥儀（康徳帝）は、臧式毅を後任の国務総理大臣に推していた。
7. ↑  「満銀総裁更迭 後任・日銀の田中氏 副総裁は蔡間島省長」『東京朝日新聞』昭和11年（1936年）6月7日。
8. ↑  「蔡運升氏起用 満州国外務局長官」『東京朝日新聞』昭和13年（1938年）4月9日夕刊及び郭主編（1990）、1788頁。劉主編（1995）、1156頁は神吉が就任した「1937年12月」としており、誤りである。
9. ↑  「満州国首脳異動 経済大臣ら十九氏更迭」『大阪毎日新聞』昭和15年（1940年）5月17日。
10. ↑  「共栄圏の重責完遂へ 満州国大臣全面更迭」『朝日新聞』昭和17年（1942年）9月29日夕刊、1面。